# رشيد بلمختار
رشيد بلمختار مهندس ورجل أعمال مغربي، يشغل منصب وزير التربية الوطنية والتكوين المھني في حكومة بنكيران الثانية بين 10 أكتوبر 2013 حتى 05 أبريل 2017. ترأس جامعة الأخوين منذ 1998.
وهو فرنكفوني التوجه، حيث امتنع في عديد من المناسبات الحديث باللغة العربية، وأكد عدم معرفته بها، وهو ما اعتبره الائتلاف الوطني من أجل اللغة العربية إهانة للنصوص القانونية والرسمية المؤكدة رسمية اللغة العربية بالمغرب. وفي فترة استوزاره قدم مشروع تحويل لغة تعليم مادتي الرياضيات والفيزياء من اللغة العربية إلى اللغة الفرنسية في الثانويات العمومية.

## مسيرته
ولد رشيد بلمختار سنة 1942 بمراكش. وبعد دراسته الثانوية بطنجة وبالاقسام التحضيرية في المدارس الكبرى للعلوم، التحق بلمختار بالمدرسة الوطنية العليا لصناعة الطائرات بتولوز في فرنسا. وقد توجت دراسته التقنية بتكوين في الاقتصاد والتسيير بمعھد الدراسات الدولية في تولوز وبمعھد التدبير الدولي بسويسرا. وعمل رشيد بلمختار في قطاع الاعلاميات، وفي شركة استشارية مغربية.
وعين بلمختار وزيرا للتربية الوطنية في حكومتي عبد اللطيف الفيلالي في 27 فبراير 1995 و 13 أغسطس 1997 وھو المنصب الذي ظل يحتفظ به إلى غاية شھر مارس من سنة 1998، وفي 25 يونيو من سنة 1998 عينه الحسن الثاني رئيسا لجامعة الأخوين. وفي 21 يوليو 2006 عينه رئيسا لمرصد المبادرة الوطنية للتنمية البشرية. كما أن رشيد بلمختار باحث مشارك في المدرسة المحمدية للمھندسين وعضو مجلس جامعة محمد الخامس ومجلس المدرسة المحمدية للمھندسين. وفي سبتمبر 2005 مددت عضويته في لجنة خبراء الإدارة العمومية للامم المتحدة. وهو عضو المجلس التنفيذي لمركز دراسات الأندلس وحوار الحضارات. كما لديه عدد من المؤلفات في مجالات العلوم والتكنلوجيا والتربية. ورشيد بلمختار متزوج وأب لطفين.

## جوائز
حصل بلمختار على عدة جوائز وأوسمة:
- وسام العرش من درجة فارس
- وسام دولي من مؤسسة «امريكان بيوغرافي سوسيتي» سنة 1986 تقديرا لأبحاثه في مجال التربية.
- ميدالية مؤسسة «البير استين» بالولايات المتحدة الأمريكية سنة 1993 .